# Mart Stam

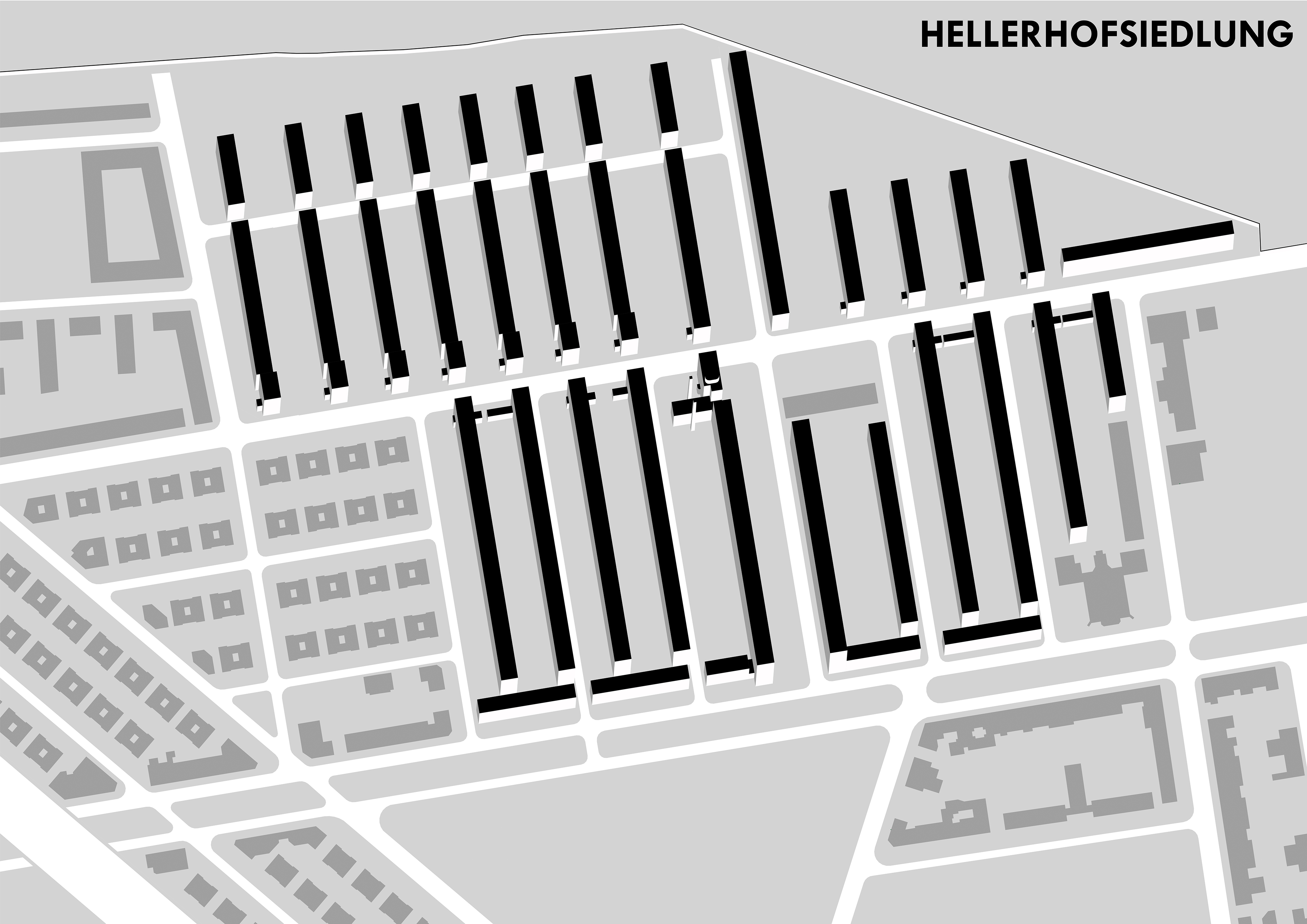
Hellerhof Siedlung i Frankfurt 1931

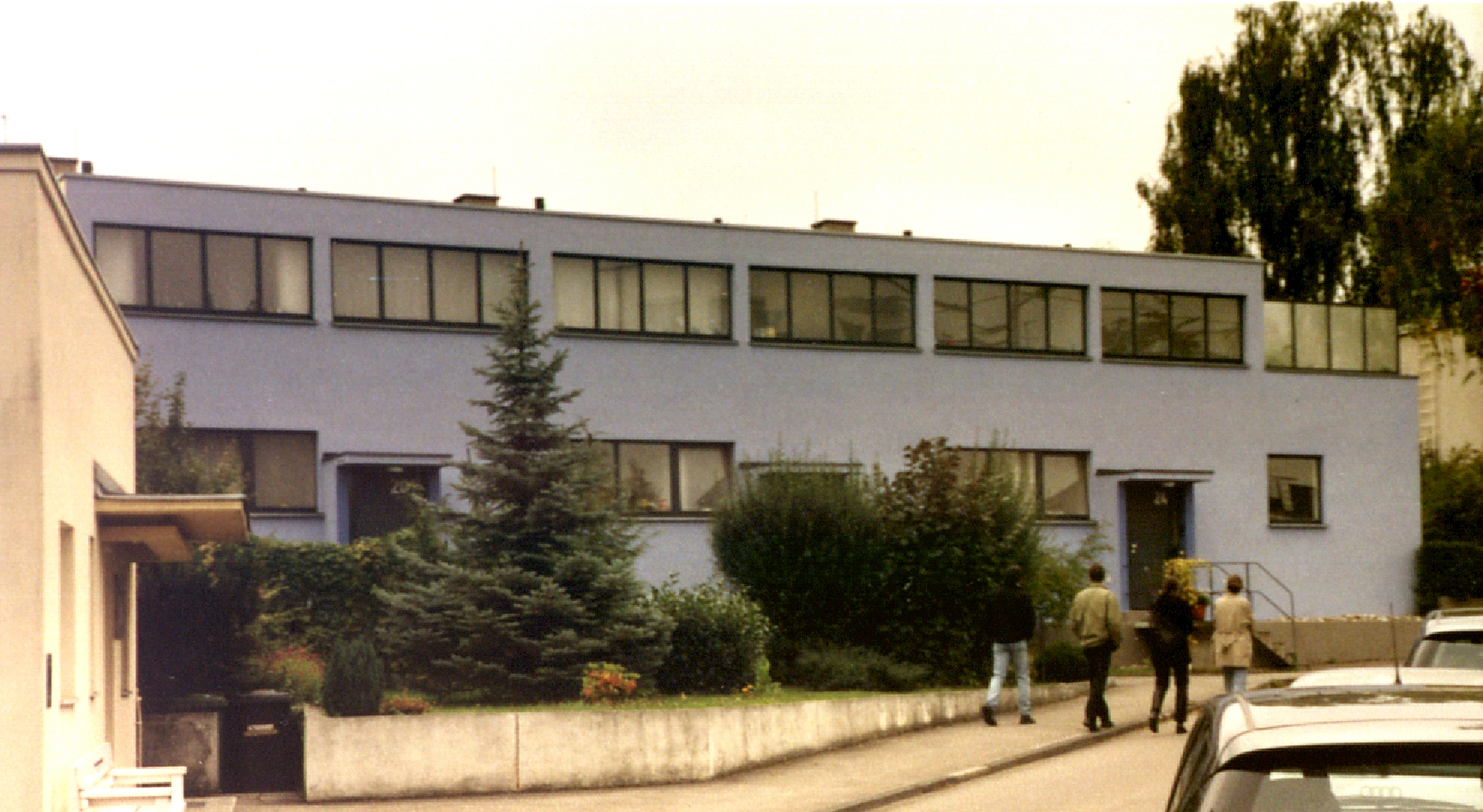
Radhus vid Weissenhofutställningen av Mart Stam.

Mart Stam, född 5 augusti 1899, död 21 februari 1986, var en inflytelserik holländsk arkitekt, stadsplanerare och möbeldesigner. 
Stam föddes i Purmerend och studerade till arkitekt vid universitetet i Amsterdam och tog examen 1922. Därefter var han praktikant under ett år innan han 1923 flyttade till Zürich, där han snabbt fick kontakter inom kultureliten med länkar till Bauhausskolan. Tillsammans med Hans Schmidt, Hannes Meyer och El Lissitzky grundade han tidskriften ABC Beitrage zum Bauen, som behandlade arkitektur inom den samtida Funktionalismen. Under denna tid kom Stam också att intressera sig för möbeldesign i allmänhet och stolar i stålrörskonstruktion i synnerhet. 
1926 uppfann och utvecklade han en stolsmodell med en ramkonstruktion i stålrör som helt saknade bakben. Stam tog patent på konstruktionen, men den utvecklades senare av bland andra Ludwig Mies van der Rohe och Marcel Breuer och kom att bli en av de starkaste möbelikonerna under 1900-talets första hälft.
Året efter, 1927, fick han, tillsammans med 15 andra arkitekter, uppdraget att rita bostadsområdet Weissenhofsiedlung i Stuttgart, i samband med den modernistiska bomässan Die Wohnung, som skulle gå till historien som ett av de verkliga startskotten för Funktionalismen som arkitekturideal.
I samband med denna utställning fick Stam ytterligare kontakter inom arkitekturvärlden och bildade samma år, tillsammans med bland andra Gerrit Rietveld och Henrik Petrus Berlage, den modernistiska tankesmedjan Congrès Internationaux d'Architecture Moderne (CIAM).
I början av 1930 reste Mart Stam, tillsammans med 20 andra arkitekter, till Sovjetunionen och deltog i ett storskaligt bostadsprojekt där flera nya städer projekterades från grunden. Stam återvände igen till Nederländerna 1934 efter flera misslyckade projekt i Sovjet som lett till dispyter med de kommunistiska myndigheterna. Därefter blev han generaldirektör för det holländska institutet för industridesign, där han var verksam tills andra världskriget bröt ut 1939.
Efter kriget flyttade Stam till Tyskland och var där verksam inom återuppbyggandet. Han blev 1948 utsedd till professor inom formgivning vid universitetet i Dresden och hade därefter en liknande tjänst i Berlin, innan han 1953 flyttade tillbaka till Nederländerna. 1966 återvände Stam, nu tillsammans med sin familj, till Schweiz, där han kom att bo fram till sin död 1986.